# Disiz the End.
Pour les articles homonymes, voir The End.
Albums de Disiz
Les Histoires extraordinaires d'un jeune de banlieue
(2006) Dans le ventre du crocodile
(2010)
Singles
1. Il Est Déjà Trop Tard
2. Bête de Bombe 4

Disiz The End. est le 5e album studio en solo du rappeur Disiz, sorti en France le 26 mai 2009. Il sort près de 4 ans après son précédent opus, Les Histoires extraordinaires d'un jeune de banlieue.

## Liste des pistes
| No  | Titre                                       | Producteur(s)                                   | Durée |
| --- | ------------------------------------------- | ----------------------------------------------- | ----- |
| 1.  | La fin du début (intro)                     | Boulawan                                        | 4:28  |
| 2.  | Alors tu veux rapper ?                      | Dave Daivery (Part 1-3-5) Astronote(Part 2-4-6) | 6:50  |
| 3.  | Bête de bombe 4                             | Canardo                                         | 2:44  |
| 4.  | C'est la vérité                             | Canardo                                         | 3:08  |
| 5.  | Quand le peuple va se lever                 | Astronote                                       | 4:22  |
| 6.  | Odyssée (featuring Okacha)                  | Proof                                           | 5:52  |
| 7.  | ...Derrière l'arbre (interlude) (interlude) |                                                 | 0:50  |
| 8.  | L.O.V.E. (featuring Humphrey)               | Astronote                                       | 5:00  |
| 9.  | Papa lova                                   | Astronote                                       | 4:18  |
| 10. | Le temps précieux                           | DJ Stofkry                                      | 5:14  |
| 11. | 27 octobre                                  | Astronote                                       | 4:48  |
| 12. | Il est déjà trop tard                       | Astronote                                       | 4:36  |
| 13. | J'ai changé (featuring Ribcage)             | Street Fabulous                                 | 4:30  |
| 14. | Le monde sur mesure                         | Dave Daivery                                    | 3:34  |
| 15. | Disiz the end.                              | Dave Daivery                                    | 3:35  |

## Samples
- Alors tu veux rapper ? \ Flowmatic contient des échantillons vocaux de Quand j'arrive d'Oxmo Puccino, Amoureux d'une énigme des Sages Poètes de la Rue, J'fais mon job à plein temps de Busta Flex, L'homme que l'on nomme Diable Rouge de Diable Rouge et Rien à perdre d'Akhenaton et Le Rat Luciano[1]. De plus le morceau est basé sur divers samples de Miranda That Ghost Just Isn't Holy Anymore: A. Vade Mecum sur l'album Frances the Mute du groupe The Mars Volta.
- C'est la vérité utilise un sample vocal de Un gaou à Oran de 113, Magic System et Mohamed Lamine.
- Le Monde sur mesure contient sample vocal de  Les Mains Sales de la Fonky Family